# تونلی هاس
تونلی هاس (انگلیسی: Townley Haas؛ زادهٔ ۱۳ دسامبر ۱۹۹۶) یک شناگر اهل ایالات متحده آمریکا است.
از افتخارات وی میتوان به کسب مدال مدال طلا ۴×۲۰۰ متر آزاد در بازی‌های المپیک تابستانی ۲۰۱۶ اشاره کرد.